# Неаполітанські романи
«Неаполітанський квартет» — серія романів письменниці Елени Ферранте, що вперше вийшли в італійському видавництві Edizioni e/o 2011 року. Серія розійшлася тиражем понад 10 мільйонів копій у 40 країнах.